# Karl Salin
Karl Salin, född 14 april 1890 i Stockholm, död där 9 november 1941, var en svensk industriman. Han var son till Mauritz Salin. 
Efter mogenhetsexamen i Stockholm 1908 studerade Salin juridik i Uppsala och avlade kansliexamen 1911. Han blev löjtnant i Svea livgardes reserv 1915 och erhöll avsked 1920. Han tillhörde mödernet tillhörde industrisläkten Kempe och anställdes 1912 vid Mo och Domsjö AB. När koncernen 1915 förvärvade samtliga aktier i Sandviks Ångsågs AB med ångsåg vid Umeälvens utlopp nära Umeå stads uthamn, blev han styrelseledamot samt var verkställande direktör och disponent från 1917 till sin död. Han lämnade styrelsen 1922 men återinträdde 1925. Han var från 1929 till sin död även förste verkställande direktör för AB Mo och Domsjö Wallboard Company i Hörneborg vid Örnsköldsvik, vilket 1938 erhöll namnet Mo och Domsjö Treetex AB. Han var styrelseledamot i moderbolaget Mo och Domsjö AB 1919–1920, 1922–1923 och från 1925, samt i ytterligare två dotterbolag, Gideå och Husums AB 1915–1922 och från 1925 och Sulfit AB Mo och Domsjö 1917–1918. Karl Salin är gravsatt på Norra begravningsplatsen utanför Stockholm.